# Распер
Распер (Aspius aspius), също харамия, е вид лъчеперка от семейство Шаранови (Cyprinidae). Видът не е застрашен от изчезване.

## Разпространение и местообитание
Разпространен е в Австрия, Азербайджан, Армения, Афганистан, Беларус, Босна и Херцеговина, България, Германия, Грузия, Гърция, Естония, Иран, Италия, Казахстан, Киргизстан, Китай, Латвия, Литва, Молдова, Норвегия, Пакистан, Полша, Република Македония, Румъния, Русия, Словакия, Словения, Сърбия, Таджикистан, Туркменистан, Турция, Узбекистан, Украйна, Унгария, Финландия, Хърватия, Черна гора, Чехия, Швейцария и Швеция.

## Описание
На дължина достигат до 1,2 m, а теглото им е максимум 9000 g.
Продължителността им на живот е около 11 години.